# Emanuele di Salm-Salm
Emanuel Alfred Leopold Franz zu Salm-Salm (Münster, 30 novembre 1871 – Pinsk, 19 agosto 1916) era il figlio maggiore di Alfredo, VII principe di Salm-Salm, e della contessa Rosa von Lützow. Morì durante la prima guerra mondiale a Pinsk, una città nel sud-ovest della Bielorussia.

## Matrimonio
All'età di 30 anni sposò il 10 maggio 1902 a Vienna, l'arciduchessa Maria Cristina d'Austria-Teschen (17 novembre 1879 - 6 agosto, 1962), la figlia maggiore dell'arciduca Federico, duca di Teschen e di sua moglie la principessa Isabella di Croÿ. Emanuel e Maria Cristina ebbero cinque figli:
- Isabella di Salm-Salm (13 febbraio 1903–10 gennaio 2009) sposò Felix, barone di Loë;
- Rosamaria di Salm-Salm (13 aprile 1904-3 maggio 2001) sposò l'arciduca Uberto Salvatore d'Austria (1894–1971);
- Nicola Leopoldo, VIII principe di Salm-Salm (14 febbraio 1906–15 gennaio 1988) sposò (1) la principessa Ida von Wrede, (div. 1948), (2) Eleonore von Zitzewitz (div. 1961), (3) Maria Moret, (4) Christiane Kostecki;
- Cecilia di Salm-Salm (8 marzo 1911–11 marzo 1991) sposò Franz Josef, principe zu Salm-Reifferscheidt-Krautheim u Dyck;
- Francesco di Salm-Salm (18 settembre 1912–27 agosto 1917)

## Ascendenza
|                                              |                       |                                                     | Genitori                                                 |  |  | Nonni |  |  | Bisnonni               |  |  | Trisnonni               |  |
|                                              |                       |                                                     |                                                          |  |  |       |  |  | Florentin zu Salm-Salm |  |  | Konstantin zu Salm-Salm |  |
|                                              |                       |                                                     |                                                          |  |  |       |  |  | Florentin zu Salm-Salm |  |  | Konstantin zu Salm-Salm |  |
|                                              |                       | Victoria Felicitas zu Löwenstein-Wertheim-Rochefort |                                                          |  |  |       |  |  | Florentin zu Salm-Salm |  |  |                         |  |
| Alfred Konstantin zu Salm-Salm               |                       |                                                     |                                                          |  |  |       |  |  | Florentin zu Salm-Salm |  |  |                         |  |
|                                              |                       | Flaminia Rossi                                      | Nicolò Rossi                                             |  |  |       |  |  |                        |  |  |                         |  |
|                                              |                       | Flaminia Rossi                                      | Nicolò Rossi                                             |  |  |       |  |  |                        |  |  |                         |  |
|                                              |                       | Flaminia Rossi                                      | Angela Maria Baciocchi                                   |  |  |       |  |  |                        |  |  |                         |  |
| Alfred zu Salm-Salm                          |                       | Flaminia Rossi                                      |                                                          |  |  |       |  |  |                        |  |  |                         |  |
|                                              |                       | Ferdinand Victurnien Philippe de Croÿ               | Auguste-Louis-Philippe-Emmanuel de Croÿ, IX duca di Croÿ |  |  |       |  |  |                        |  |  |                         |  |
|                                              |                       | Ferdinand Victurnien Philippe de Croÿ               | Auguste-Louis-Philippe-Emmanuel de Croÿ, IX duca di Croÿ |  |  |       |  |  |                        |  |  |                         |  |
|                                              |                       | Ferdinand Victurnien Philippe de Croÿ               | Anne-Victurnienne-Henriette de Rochechouart de Mortemart |  |  |       |  |  |                        |  |  |                         |  |
| Auguste de Croÿ                              |                       | Ferdinand Victurnien Philippe de Croÿ               |                                                          |  |  |       |  |  |                        |  |  |                         |  |
|                                              |                       | Constance Anne Louise de Croÿ-Solre                 | Emmanuel Marie Maximilien de Croÿ-Solre                  |  |  |       |  |  |                        |  |  |                         |  |
|                                              |                       | Constance Anne Louise de Croÿ-Solre                 | Emmanuel Marie Maximilien de Croÿ-Solre                  |  |  |       |  |  |                        |  |  |                         |  |
|                                              |                       | Constance Anne Louise de Croÿ-Solre                 | Adelaide de Croÿ-Havre                                   |  |  |       |  |  |                        |  |  |                         |  |
| Emanuel zu Salm-Salm                         |                       | Constance Anne Louise de Croÿ-Solre                 |                                                          |  |  |       |  |  |                        |  |  |                         |  |
|                                              | Hieronymus von Lützow | Johann Gottfried von Lützow                         |                                                          |  |  |       |  |  |                        |  |  |                         |  |
|                                              | Hieronymus von Lützow | Johann Gottfried von Lützow                         |                                                          |  |  |       |  |  |                        |  |  |                         |  |
|                                              | Hieronymus von Lützow | Antonie Czernin von Chudenitz                       |                                                          |  |  |       |  |  |                        |  |  |                         |  |
| Franz von Lützow                             | Hieronymus von Lützow |                                                     |                                                          |  |  |       |  |  |                        |  |  |                         |  |
|                                              |                       | Karolina Marie von Kolowrat-Liebsteinsky            | Franz Joseph von Kolowrat-Liebsteinsky                   |  |  |       |  |  |                        |  |  |                         |  |
|                                              |                       | Karolina Marie von Kolowrat-Liebsteinsky            | Franz Joseph von Kolowrat-Liebsteinsky                   |  |  |       |  |  |                        |  |  |                         |  |
|                                              |                       | Karolina Marie von Kolowrat-Liebsteinsky            | Catharina von Kolowrat-Krakowsky                         |  |  |       |  |  |                        |  |  |                         |  |
| Rosa Margaretha Karolina Isabella von Lützow |                       | Karolina Marie von Kolowrat-Liebsteinsky            |                                                          |  |  |       |  |  |                        |  |  |                         |  |
|                                              |                       | Henry Augustus Seymour                              | Francis Ingram-Seymour-Conway, II marchese di Hertford   |  |  |       |  |  |                        |  |  |                         |  |
|                                              |                       | Henry Augustus Seymour                              | Francis Ingram-Seymour-Conway, II marchese di Hertford   |  |  |       |  |  |                        |  |  |                         |  |
|                                              |                       | Henry Augustus Seymour                              | Isabella Ingram                                          |  |  |       |  |  |                        |  |  |                         |  |
| Henriette Seymour                            |                       | Henry Augustus Seymour                              |                                                          |  |  |       |  |  |                        |  |  |                         |  |
|                                              |                       | Margaret Williams                                   | William Williams                                         |  |  |       |  |  |                        |  |  |                         |  |
|                                              |                       | Margaret Williams                                   | William Williams                                         |  |  |       |  |  |                        |  |  |                         |  |
|                                              |                       | Margaret Williams                                   | Ann Williams                                             |  |  |       |  |  |                        |  |  |                         |  |
|                                              |                       | Margaret Williams                                   |                                                          |  |  |       |  |  |                        |  |  |                         |  |